# Koszorów
Koszorów [kɔˈʂɔruf] est un village polonais de la gmina de Chlewiska, du powiat de Szydłowiec et dans la voïvodie de Mazovie dans le centre-est de la Pologne.
Il est situé à environ 3 kilomètres à l'est de Chlewiska, 4 kilomètres au nord-ouest de Szydłowiec et à 109 kilomètres au sud de Varsovie.
Le village compte 142 habitants en 2008.